# Храм Рождества Богородицы во Владыкине
Храм Рождества́ Пресвято́й Богоро́дицы во Влады́кине — приходской православный храм в районе Отрадное на севере Москвы, в бывшем селе Владыкино (до 1653 года Вельяминово). Относится к Сергиевскому благочинию Московской епархии Русской православной церкви. Федеральный памятник архитектуры. Современное здание возведено в 1850-е годы, но строительство каменного храма на месте нынешнего велось уже в 1770 году.

## История
Первая церковь в честь Рождества Богородицы (взамен обветшавшей Никольской церкви) построена здесь около 1627 года, когда владельцем села был князь Иван Иванович Шуйский.
В 1653 году село стало патриаршей вотчиной и получило название Владыкино. 19 мая 1690 года Владыкино посетил царь Пётр Алексеевич и вместе с патриархом Адрианом молились за литургией в храме села.
Первый каменный храм был построен в 1770 году; колокольня была возведена графом К. Г. Разумовским, владельцем соседнего села Петровское.
В 1854—1858 годах церковь была полностью перестроена архитектором А. Ф. Ярошевским. В 1860 году новый трёхпрестольный (с приделами архангела Михаила и архангела Гавриила) храм был освящён; главный престол в честь Рождества Пресвятой Богородицы был освящён митрополитом Филаретом (Дроздовым). Историк Иван Снегирёв под 31 июля 1860 года записал в своём «Дневнике»: «Отправился в сельцо Владыкино на освящение церкви Рождества Богородицы, сооруженной на месте деревянной, купцом Гавр. Матв. Толоконниковым. Она о 5 главах с колокольней. Освящал митрополит Филарет с архим. Иоанникием и Евстафием. Стечение народа было большое. В числе почетных посетителей был обер-прокуpop Св. Синода гр. Толстой. Следуя древнему обычаю, Толочанинов (прим.: возможно при издании дневника неверно указана фамилия „Толоконников“) предложил обильную трапезу присутствовавшим, которых была не одна сотня. Около церкви раскинуты были палатки и поставлены на открытом воздухе, где обедало несколько сот народа. Духовное празднество. Когда предложена была храмоздателем заздравная чаша за Государя Императора и царственный дом и возглашено протодиаконом и певчими многолетие, за всеми столами раздалось громкое протяжное ура. После того все собрание приветствовало торжественным восклицанием имена Московского архипастыря, освятившего храм, и самого храмоздателя. Златоустинский архимандрит Евстафий после трапезы предложил духовную пищу, раздав в церкви желавшим книжки духовного содержания, руководствующие к вере и благочестию.»
В советское время храм для богослужений не закрывался.
В 1970-е годы были планы снести храм при строительстве эстакады в начале Алтуфьевского шоссе, но прихожанам удалось его сохранить.
В 2013 году была впервые за всю постсоветскую историю храма совершена патриаршая служба. Богослужение возглавил Патриарх Кирилл.

## Духовенство
- Протоиерей Сергий Ткаченко[3].

## Святыни

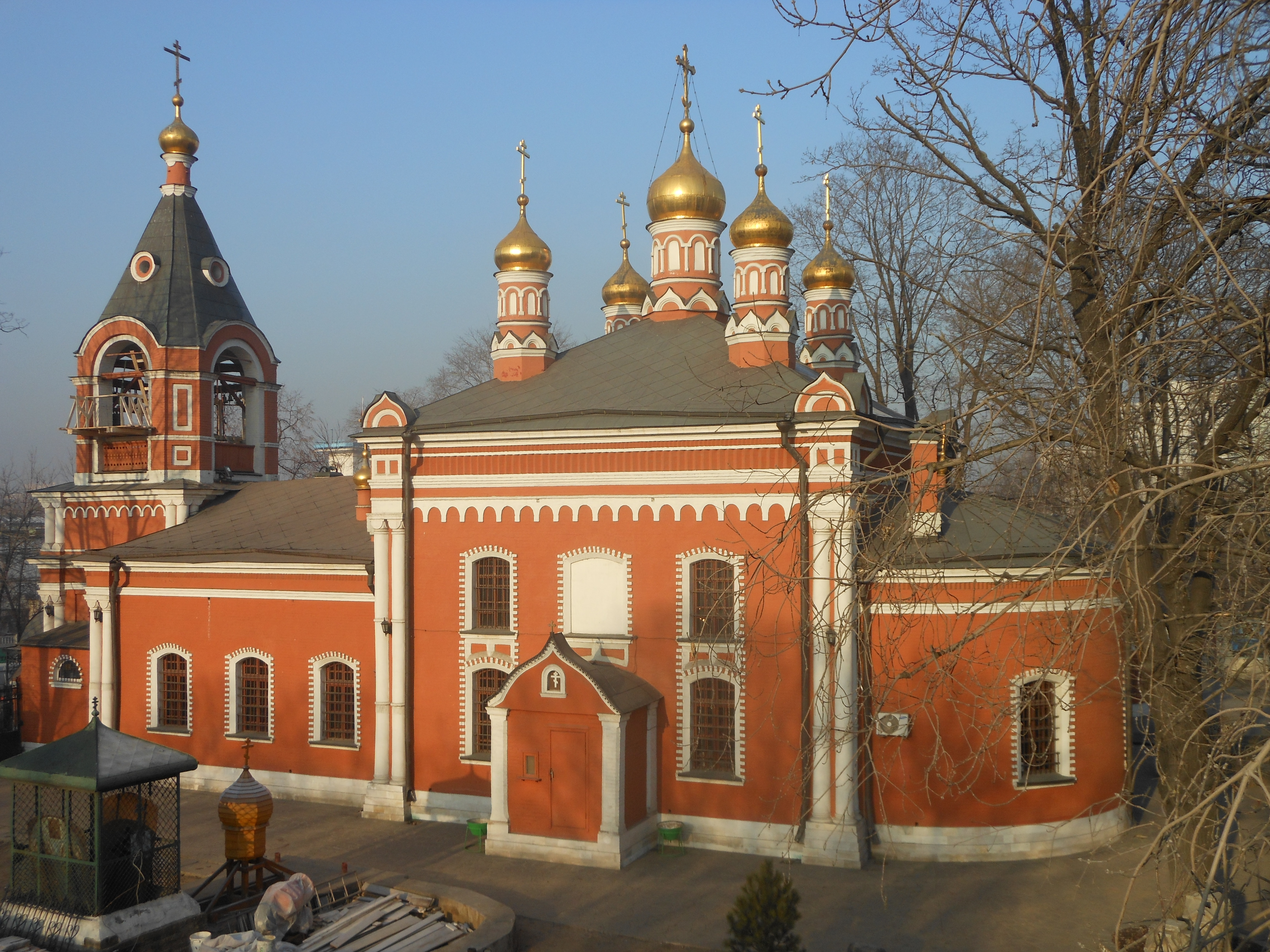
Вид на Храм с моста через МКМЖД

Самая древняя икона храма (конец XVI — начало XVII в.) — образ Николая Чудотворца с 16 клеймами жития.
В храме до сих пор находятся иконы XVII в.:
- Николая Чудотворца,
- Рождества Пресвятой Богородицы,
- Смоленской и Казанской икон Божией Матери.

Среди особо чтимых святынь храма:
- Смоленская икона «Одигитрия» (Путеводительница),
- икона Божией Матери «Скоропослушница».
- частицы мощей ряда святых.

Также примечательны иконы:
- Пресвятой Богородицы Казанская
- «Всех скорбящих Радость»,
- образы Святого Феодосия Черниговского,
- преподобной княгини Анны Кашинской.

Дар Патриарха Адриана храму — Евангелие XVII в.

## Причт

Часовня в честь Матроны Анемнясевской

В храме по состоянию на 2023 год служат:
- настоятель храма — протоиерей Сергий Ткаченко;
- иерей Андрей Родионов;
- иерей Иоанн Чигинов;
- иерей Илия Костицын.

## Местоположение
Церковь расположена рядом с метро «Владыкино» (выход в сторону Алтуфьевского шоссе), на пересечении 1-го Алтуфьевского путепровода и Сигнального проезда по адресу: Москва, Алтуфьевское шоссе, стр. 4.